# François Tanguy-Prigent
Pour les articles homonymes, voir Prigent.
Tanguy François Marie Prigent, dit Tanguy-Prigent, né le 11 octobre 1909 à Saint-Jean-du-Doigt (Finistère) et mort le 20 janvier 1970 à Morlaix (Finistère), est un homme politique socialiste et résistant français.

## Biographie

### Avant la Seconde Guerre mondiale

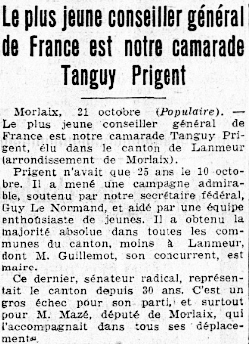
L'élection de François Tanguy-Prigent comme conseiller général du canton de Lanmeur (journal Le Populaire du 22 octobre 1934).

François Tanguy-Prigent est issu d'une famille de petits propriétaires paysans. Après l'école primaire, il travaille à la ferme de ses parents et se syndique dès l'âge de 16 ans au sein de la Fédération paysanne. Il devient rapidement l'un des dirigeants de cette organisation, affiliée à la Confédération nationale paysanne (CNP).
Il s'engage également très jeune en politique, puisque dès l'âge de 18 ans, il devient secrétaire de la section locale des jeunes socialistes, qui dépendait de la SFIO. Dès le milieu de la décennie 1930, il devient conseiller général du Finistère (canton de Lanmeur) en octobre 1934 et maire de sa commune d'origine, Saint-Jean-du-Doigt, en mai 1935. Il anime aussi la « Coopérative agricole de Défense Paysanne » dont il fut le fondateur, et lutte dans les campagnes contre les Chemises vertes fascisantes d’Henri Dorgères.
En mai 1936, il est élu député à la Chambre des députés, lors des élections qui ont porté le Front populaire au pouvoir. À cette occasion, il bat de manière totalement inattendue un notable local, candidat sortant dans son fief familial, et devient ainsi le plus jeune député de France. Il fait alors partie des quinze députés élus en Bretagne signataires d'un « programme du Front Breton », qui vise alors à créer un groupe parlementaire breton à l'Assemblée nationale, et à défendre des lois en faveur de la régionalisation des institutions ou en faveur de l'enseignement de la langue bretonne.

### Pendant la Seconde Guerre mondiale
Il est mobilisé en 1939 lors de la déclaration de guerre comme sous-lieutenant de dragons portés. Affecté à la défense antiaérienne de la région parisienne pendant la drôle de guerre, il demande à être envoyé au front après le déclenchement de l'offensive allemande et combat en juin 1940 avec le 31e régiment de dragons portés. Au moment de l'armistice du 22 juin 1940, il est partisan de l'arrêt des combats inutiles mais le 10 juillet 1940 Tanguy-Prigent est l'un des quatre-vingts parlementaires qui refusent les pleins pouvoirs à Pétain. Tanguy-Prigent fut de ceux qui votèrent en uniforme[réf. nécessaire]. 
De retour à Saint-Jean-du-Doigt, il est arrêté en septembre 1940 par les Allemands mais rapidement relâché. François Tanguy-Prigent crée dès la fin de l'année 1940 dans le Nord du Finistère le Bulletin bimensuel de la Coopérative de Défense paysanne de Morlaix, qui critique la politique menée par la Corporation paysanne ; cette coopérative regroupe 4 390 adhérents en 1942 et diffuse à partir de 1941 son Bulletin dans 18 départements, toléré un temps par le régime avant d'être interdit, mais son action a jeté les bases d'un syndicat agricole clandestin, la Confédération générale de l'agriculture (CGA).
Le régime de Vichy l'identifie comme un opposant à la Révolution nationale mais n'ose pas le révoquer de son mandat de maire par crainte de sa popularité locale. Tanguy-Prigent en profite pour reprendre contact à partir de novembre 1940 avec les cadres du parti SFIO qui est en train de se reconstituer clandestinement en région parisienne. À partir de 1941, François Tanguy-Prigent rejoint le mouvement Libération-Nord. Dans la clandestinité, François Tanguy-Prigent devient « Jacques Le Ru » (soit « Jacques Le Rouge ») ou « Pascal ». Révoqué par le régime de Vichy de son mandat de maire en janvier 1943 et arrêté brièvement une seconde fois par les Allemands, il entre totalement en clandestinité à l'été 1943. Il organise un maquis dans le Nord du Finistère, utilisant sa bonne connaissance du monde rural local pour lutter contre l'Occupant et le régime de Vichy. Il crée au début de l'année 1944 un journal clandestin nommé La Résistance paysanne et participe aux combats de la Libération à la tête de 200 FFI et de troupes françaises parachutées d'Angleterre.

### Après la Seconde Guerre mondiale
Le 4 septembre 1944, François Tanguy-Prigent devient ministre de l'Agriculture (c'est par la radio qu'il apprend qu'il a été nommé à ce poste par le général de Gaulle). Il conserve cette fonction jusqu'au 22 octobre 1947.
Il entreprend alors la modernisation de l'agriculture française. Dès le 12 octobre 1944, il supprime la Corporation paysanne, organisme corporatiste créé en 1940 par le régime de Vichy. Il aide aussi au développement des syndicats, coopératives et foyers ruraux, dans un but d'accompagnement culturel de la reconstruction et d'émancipation des campagnes de la tutelle religieuse sous laquelle elles se trouvaient alors[pas clair]. Il participe activement à la fondation de la Fédération Nationale des Foyers Ruraux (FNFR), en 1946, qui deviendra rapidement un des grands mouvements d'éducation populaire.
Il est aussi à l'origine de la création du statut du fermage et du métayage (loi du 13 avril 1946). Ce statut, très protecteur des droits des paysans vis-à-vis de leurs propriétaires, est encore en vigueur aujourd'hui.
François Tanguy-Prigent est élu aux deux assemblées nationales constituantes de 1945 et 1946, puis comme député du Finistère jusqu'en 1958, toujours en tant que socialiste SFIO.
En 1951, il est vice-président du Comité d'étude et de liaison des intérêts bretons (CELIB), avec Paul Ihuel et André Morice, le président étant René Pleven. En 1957, il en préside la Commission parlementaire. Il est alors également membre de la Fondation culturelle bretonne.
Opposé au retour de Charles de Gaulle en 1958, il quitte la SFIO en octobre 1959 et milite au Parti socialiste autonome (PSA) puis au Parti socialiste unifié (PSU), qu'il représente à l'Assemblée nationale de 1962 à 1967 (il siège avec les non-inscrits).
Il fut également conseiller général du Finistère et directeur de journal.

## Fonctions gouvernementales
- Ministre de l'Agriculture du gouvernement Charles de Gaulle (1) (du 4 septembre 1944 au 21 novembre 1945)
- Ministre de l'Agriculture et Ravitaillement du gouvernement Charles de Gaulle (2) (du 21 novembre 1945 au 26 janvier 1946)
- Ministre de l’Agriculture du gouvernement Félix Gouin (du 26 janvier au 24 juin 1946)
- Ministre de l'Agriculture du gouvernement Georges Bidault (1) (du 24 juin au 16 décembre 1946)
- Ministre de l'Agriculture du gouvernement Léon Blum (3) (du 16 décembre 1946 au 22 janvier 1946)
- Ministre de l'Agriculture du gouvernement Paul Ramadier (du 22 janvier au 22 octobre 1947)
- Ministre des Anciens Combattants et des Victimes de guerre du gouvernement Guy Mollet (du 1er février 1956 au 13 juin 1957)

## Hommage
François Tanguy-Prigent a donné son nom à trois établissements scolaires de Bretagne :
- Le collège public de Saint-Martin-des-Champs ;
- L'école publique de Santec ;
- Une école privée de Lorient.
- Le CFPPA de Kernilien à Plouisy porte également son nom.

Beaucoup de rues et places portent son nom  partout en Bretagne, de Brest (Finistère), avec le boulevard Tanguy Prigent qui fait partie de sa rocade, à Rennes (Ille-et-Vilaine), Saint-Avé (Morbihan), Lannion (Côte d'Armor), Saint-Pol-de-Léon (Finistère) et Guilers (Finistère) entre autres. La place Tanguy-Prigent est la place principale de Lanmeur (Finistère)

## Décoration
- Commandeur de l'ordre du Mérite combattant, ex officio en tant que ministre des Anciens combattants et victimes de guerre (1956)[10]